# 古澤栄基
古澤 栄基（ふるさわ えいき、1981年12月3日 - ）は、日本の元俳優、元タレント。熊本県阿蘇市（旧・阿蘇郡波野村）出身。

## 来歴
- 趣味は、筋肉トレーニング。スポーツジムには通わず、自宅でバーベルを使った筋力トレーニングをしたり、公園の鉄棒で毎日欠かさず身体を鍛えているという。腹筋・背筋は最低でも150回ずつ、多いときで300回。腕立て伏せは100 - 150回は欠かさないという。
- 特技は、野球・敬礼。というのも祖父がかつて特攻隊に所属していたことから、小さい頃から自衛隊の話を聞いて育ち、高校卒業後（平成12年4月）、陸上自衛隊に入隊。平成12年9月、第8特科連隊第2特科大隊第3射撃中隊に配属され、砲手という任務に就き、大砲を打っていたという。2006年まで丸6年の任期を終えて退職。その後上京し、役者の道へと進む。舞台やテレビCM、モデルなどで活躍。
- 2009年春、出身地である熊本に帰郷。同年4月4日からスタートしたくまもと県民テレビ（KKT）のローカル情報番組「Happy空間三年坂 ココSmile」の番組レギュラーとして出演していた。
- 2013年、ワタナベエンターテインメントを退社。